# 大統領令13936号
香港の正常化に関する大統領令（ホンコンのせいじょうかにかんするだいとうりょうれい、英語: The President’s Executive Order on Hong Kong Normalization）を表題とする大統領令13936号は、2020年7月14日に米国大統領ドナルド・トランプが署名し発令した大統領令。
これまで米国が香港に与えていた優遇措置の幾つかを停止するとともに、香港国家安全維持法（国安法）の整備・適用・施行に関係する個人・団体、又は香港の民主主義を損ない、自治を脅かし、検閲を行い、若しくは深刻な人権侵害を犯した個人・団体に制裁を科す事を規定している。
本大統領令に規定される制裁措置は、国家緊急事態宣言下に大統領に付与される権限に基づく緊急措置であり、制裁対象者リストの事前通知は制裁の効果を無くすとの大統領の判断に基づき実施されない（第11条）。

## 背景
1992年米国・香港政策法（2019年香港人権・民主主義法により部分修正）は中華人民共和国政府に対して英中共同声明の香港における高度の自治の保障等の規定の完全な履行を求め、米国大統領が香港の自治が十分に保障されていると認定した場合、香港について中華人民共和国とは別個の扱いをする事が可能であると規定している。しかし、2020年5月下旬に中国全国人民代表大会は香港国家安全法の立法化を発表したため、マイク・ポンペオ国務長官は1992年米国・香港政策法の第205条（合衆国法典第22編第5725条）および第301条（合衆国法典第22編第5731条）に従い、もはや英中共同声明で規定された高度の自治権を香港が有していないと認定し、5月27日に米国議会に報告を行った（前文第二段）。
その後、6月30日に中国全国人民代表大会常務委員会により香港国家安全法が制定され条文の文章が明らかとなった。この法律は国家分裂・国家政権転覆・テロ活動・外国および境外勢力と結託して国家安全に危害を加える行為を犯罪と類型しているが、犯罪行為の定義が曖昧であり、香港人民は法執行機関の恣意的な拘束により拘置所・刑務所での生活を余儀なくされる可能性がある。2019年に広範囲に実施された反政府抗議活動（香港人民は言論、報道、出版の自由、結社、集会、デモ、示威行動の自由を享有する。）も犯罪と見なされる可能性がある。陪審による裁判の権利は停止される場合があり、訴追の手続きは秘密裏に実施される可能性がある。中華人民共和国は中央政府駐香港国家安全維持公署を通じ、香港人民を訴追し統制する幅広い権限を手にした。同公署は必要な場合、外国及び境外のNGOや報道機関に対し必要な措置をとることが可能とされ、ジャーナリスト、人権団体、その他の外部グループが香港人民の処遇に対する中華人民共和国の責任を追及することが困難となる可能性がある（前文第三段）。
大統領は、香港の自治権を根本的に損なう中国の最近の行動を含めた香港の状況は、米国の国家安全保障、外交政策、及び経済権益とって脅威であると判断し、国家緊急事態法、国際緊急経済権限法等に基づき国家緊急事態を宣言し、次節に挙げる法令に基づき大統領令を発令した（前文第四段）。

## 発令の権限の根拠法
発令の大統領権限の根拠法として、合衆国憲法および1992年米国・香港政策法、2019年香港人権・民主主義法、2020年7月14日に署名し制定された2020年香港自治法、国際緊急経済権限法、国家緊急事態法、1952年移民国籍法第212条(f)項、合衆国法典第3篇第301条を含む米国連邦法を挙げている。

## 国家緊急事態の継続
本大統領令の実施の前提となる、2020年7月14日に宣言された国家緊急事態は、中華人民共和国が最近採った行動を含む香港の状況が米国の国家安全保障、外交政策、および経済に正常でない異常な脅威をもたらし続けていることを理由に、期限の2021年7月14日以降も継続されることとなった。2021年7月7日、バイデン大統領は前記の内容を連邦議会に通知した。

## 措置
香港が中華人民共和国に返還された1997年7月1日以降も香港に認められてきた待遇を継続するとした1992年米国・香港政策法第201条(a)項の適用を幾つかの米国法について停止するとともに（第2条）、15日以内に関係省庁の長に対して、優遇措置の停止を開始するよう指示し（第3条）、制裁条項（第4条）も定められた。本大統領令で採られる各措置は概ね以下の分野に及ぶ。

### 旅行及び移民
- 1990年移民法（英語版）第103条（合衆国法典第8編第1152条）に規定される移民に関する国ごとの数値制限に関して、香港を中華人民共和国とは別個の外国として扱うことを停止。
- 1952年移民国籍法第221条(c)項（合衆国法典第8編第1201条(c)項）に規定される非移民ビザの期間に関して、香港を中華人民共和国とは別個の外国として扱うことを停止。
- 1952年移民国籍法第203条(c)項（合衆国法典第8編第1153条(c)項）に規定される多様化ビザプログラム（グリーンカード宝くじとも呼ばれる）に関して、香港を中華人民共和国とは別個の外国として扱うことを停止。
- 1952年移民国籍法第221条(l)項（合衆国法典第8編第1182条(l)項）に規定されるグアムおよび北マリアナ諸島自治連邦区へのビザ免除プログラムについて英国海外市民旅券（英語版）又は香港特別行政区旅券を所有する香港居民（英語版）の資格を停止。

### 輸出管理
- 武器輸出管理法（英語版）（合衆国法典第22編第2751条及び以下の項目）に基づき香港に認めてきた「米国原産の防衛装備品」の輸出の終了。
- 2018年輸出管理改革法（合衆国法典第50編第4801条及び以下の項目）（米国輸出管理規則（英語版）の根拠法）に基づく香港の特別待遇を停止し、大統領は商務長官に対し米国輸出管理規則に基づく香港へのすべての例外措置を取り消すように指示した。

2020年6月29日、国務省は、米国が香港への「米国原産の防衛装備品」の輸出を終了し、米国の防衛および軍民両用技術に関する制限を中国の場合と同様に香港に課すための措置をとることを発表した。同日、商務省は香港に認めている米国輸出管理法令上の特別待遇を取り消すと発表した。本大統領令はそれを正式化したものである。

### 原産地表示
- 合衆国法典第19編第1304条に規定される原産地表示要件に関し、香港を中華人民共和国とは別個の外国として扱うことを停止し同じ扱いとする。

本大統領令を受けて2020年8月11日に米国税関・国境警備局は、9月25日から香港で製造され米国へ輸出される全ての商品に「中国製」と原産地表示することを義務付けると発表した。

### 対内投資規制
- 1950年国防生産法第721条第(m)項（合衆国法典第50編第4565条(m)項）（2007年外国投資及び国家安全保障法（英語版）により修正）に規定される対米外国投資委員会（CFIUS）が議会へ提出する年次報告書において、香港を中華人民共和国と同じ扱いとする。

### 法執行
- 米国政府と香港政府の間の逃亡犯の引渡しに関する協定の停止を通知。
- 米国政府と香港政府の間の受刑者の移送に関する協定の終了を通知。
- 米国国務省国際法執行アカデミー（英語版）における香港警察または他の香港治安機関のメンバーに対するトレーニングの提供を終了するための措置を講じる。

本大統領令を受けて2020年8月19日に国務省は、香港との間の逃亡犯引渡しに関する協定の停止、受刑者の移送に関する協定の終了の通知をしたことを発表した。

### 学術・文化交流
- 米国内務省地質調査所と香港中文大学太空与地球信息科学研究所との間の地球科学分野における科学技術協力に関わる継続的な協力の停止。
- 中華人民共和国および香港に関するフルブライト交換プログラムを終了するための措置を講じる。

### 所得税
- 米国政府と香港政府との間の交換協定により実施される船舶の国際運航からの所得に対する税の相互免除に関する協定の終了を通知。

本大統領令を受けて2020年8月19日に国務省は香港との間の船舶の国際運航からの所得に対する税の相互免除に関する協定の終了の通知をしたことを発表した。

### 難民
- 実行可能な、適用される法律と一致する範囲で、人道上の懸念に基づいて、毎年の大統領決定で定められた難民数の上限内で入国者を香港の居住者に対し再割り当てする。

### 制裁
- 国務長官が財務長官と協議して、または財務長官が国務長官と協議して決定した以下の要件に該当する外国の個人・団体の米国司法管轄下にある全ての資産・資産益を凍結し、取引禁止とする（第4条）。
  - 香港国家安全維持法の権限の下での個人の強制、逮捕、拘留、若しくは投獄に直接的若しくは間接的に関与している、若しくは関与してきた個人・団体。又は同法の整備、採択、若しくは実施に責任があるか若しくは関与する個人・団体。
  - 香港の民主的プロセス若しくは制度を損なう活動に、又は平和、安全、安定、若しくは自治を脅かす活動に、又は表現・集会の自由を侵害する検閲その他の活動に、又は深刻な人権侵害に、関与する個人・団体。
  - 上記の活動に関与する政府組織を含む各種団体の首長又は職員。
- 上記の要件を一つ以上満たすと決定された外国人やその近親者、又は国務長官により、そのような外国人に雇用されている、もしくはその代理人として行動していると決定された外国人は、米国の国益に有害であるとして、米国への入国が停止されるとしている（第7条）。

#### OFACが所掌する制裁のための法令の枠組み
香港関連の制裁の内、財務省外国資産管理局（OFAC）が所掌する制裁のための法令の枠組みは、執行命令の「大統領令13936号」のほか、その上位公法として「国家緊急事態法」「国際緊急経済権限法」「2019年香港人権・民主主義法」および「2020年香港自治法」が制定されており、資産凍結・取引禁止を実施するOFACの下位執行規則として「香港関連制裁規則（連邦行政規則集第31巻585部）」が規定されている。

#### 制裁対象者
本大統領令を受け、2020年8月7日に国務省及び財務省は11名の個人に制裁を科したことを発表した。
同年11月9日に国務省及び財務省は4名の個人に制裁を科すことを発表した。
同年12月7日に国務省及び財務省は14名の個人に制裁を科すことを発表した。14名の制裁対象者の近親者も渡航禁止の制裁が科された。
2021年1月15日、国務省と財務省は、香港民主推進派50名以上を逮捕し、香港の自由と民主的プロセスを根本的に損なう行動を採ったとして、6名の個人に制裁を科した。更に7月16日に、国務省と財務省は本大統領令に基づき、中央政府駐香港連絡弁公室の副主任7名を制裁対象に指定した。
| 氏名                 | 役職                                                                                       | 生年月日                   | 出生地           | 国籍又は 市民権付与国 | 性別 | SDNリスト指定日 | 制裁内容                                   | 理由 |
| -------------------- | ------------------------------------------------------------------------------------------ | -------------------------- | ---------------- | --------------------- | ---- | --------------- | ------------------------------------------ | --- |
| 林鄭月娥             | 香港特別行政区行政長官 香港国家安全維持委員会主席                                          | 1957年 5月13日             | 香港             | 香港                  | 女性 | 2020年 8月7日   | *資産凍結 *取引禁止 ほか                   | 香港の自治を弱体化させ、香港市民の表現または集会の自由を制限した。                                                                        |
| 鄭若驊               | 香港特別行政区律政司司長                                                                   | 1958年 11月11日            | 香港             | 香港                  | 女性 | 2020年 8月7日   | *資産凍結 *取引禁止 ほか                   | 香港の自治を弱体化させ、香港市民の表現または集会の自由を制限した。                                                                        |
| 曾国衛               | 政制・内地事務局局長                                                                       | 1963年 9月1日              | 香港             | 香港                  | 男性 | 2020年 8月7日   | *資産凍結 *取引禁止 ほか                   | 香港の自治を弱体化させ、香港市民の表現または集会の自由を制限した。                                                                        |
| 李家超               | 保安局局長                                                                                 | 1957年 12月7日             | 香港             | n/a                   | 男性 | 2020年 8月7日   | *資産凍結 *取引禁止 ほか                   | 香港の自治を弱体化させ、香港市民の表現または集会の自由を制限した。                                                                        |
| 陳国基               | 香港国家安全維持委員会秘書長 香港特別行政区行政長官弁公室主任                              | 1959年 4月5日              | 香港             | 香港                  | 男性 | 2020年 8月7日   | *資産凍結 *取引禁止 ほか                   | 香港の自治を弱体化させ、香港市民の表現または集会の自由を制限した。                                                                        |
| 鄧炳強               | 香港警務処処長                                                                             | 1965年 7月4日              | 香港             | 香港                  | 男性 | 2020年 8月7日   | *資産凍結 *取引禁止 ほか                   | 香港の自治を弱体化させ、香港市民の表現または集会の自由を制限した。                                                                        |
| 盧偉聡               | 元香港警務処処長                                                                           | 1961年 11月19日            | 香港             | 香港                  | 男性 | 2020年 8月7日   | *資産凍結 *取引禁止 ほか                   | 香港の自治を弱体化させ、香港市民の表現または集会の自由を制限した。                                                                        |
| 夏宝竜               | 国務院香港マカオ事務弁公室主任 全国政治協商会議副主席                                      | 1952年 12月                | 天津市           | n/a                   | 男性 | 2020年 8月7日   | *資産凍結 *取引禁止 ほか                   | 香港の自治を弱体化させ、香港市民の表現または集会の自由を制限した。                                                                        |
| 張曉明               | 国務院香港マカオ事務弁公室副主任                                                           | 1963年 9月3日              | 泰興市           | 中華人民共和国        | 男性 | 2020年 8月7日   | *資産凍結 *取引禁止 ほか                   | 香港の自治を弱体化させ、香港市民の表現または集会の自由を制限した。                                                                        |
| 駱恵寧               | 中央政府駐香港連絡弁公室主任 国家安全維持委員会国家安全事務顧問                            | 1954年 10月5日             | 当塗県           | 中華人民共和国        | 男性 | 2020年 8月7日   | *資産凍結 *取引禁止 ほか                   | 香港の自治を弱体化させ、香港市民の表現または集会の自由を制限した。                                                                        |
| 鄭雁雄               | 中央政府駐香港国家安全維持公署署長                                                         | 1963年 8月25日             | 汕頭市           | 中華人民共和国        | 男性 | 2020年 8月7日   | *資産凍結 *取引禁止 ほか                   | 香港の自治を弱体化させ、香港市民の表現または集会の自由を制限した。                                                                        |
| 劉賜蕙               | 香港警務処副処長                                                                           | 1965年 7月29日             | 香港             | 中華人民共和国        | 女性 | 2020年 11月9日  | *旅行禁止 *資産凍結 *取引禁止              | 国家安全維持法を実施し、香港の平和、安全、及び自治を脅かした。                                                                            |
| 李桂華               | 香港警務処国家安全処高級警司                                                               | 1964年 11月22日            | 香港             | 中華人民共和国        | 男性 | 2020年 11月9日  | *旅行禁止 *資産凍結 *取引禁止              | 国家安全維持法を実施し、香港の平和、安全、及び自治を脅かした。                                                                            |
| 鄧中華               | 国務院香港マカオ事務弁公室副主任                                                           | 1961年 9月                 | 長沙市           | 中華人民共和国        | 男性 | 2020年 11月9日  | *旅行禁止 *資産凍結 *取引禁止              | 国家安全維持法を実施し、香港の平和、安全、及び自治を脅かした。                                                                            |
| 李江舟               | 中央政府駐香港国家安全維持公署副署長                                                       | 1968年 1月                 | 潜山市           | 中華人民共和国        | 男性 | 2020年 11月9日  | *旅行禁止 *資産凍結 *取引禁止              | 国家安全維持法を実施し、香港の平和、安全、及び自治を脅かした。                                                                            |
| 王晨                 | 全人代常務委員会副委員長 中国共産党中央政治局委員                                          | 1950年 12月                | 北京市           | 中華人民共和国        | 男性 | 2020年 12月7日  | *旅行禁止/近親者も対象 *資産凍結 *取引禁止 | 国家安全維持法を整備、採択、実施し、香港の自治を損なった。                                                                                |
| 曹建明               | 全人代常務委員会副委員長                                                                   | 1955年 9月24日             | 上海市           | 中華人民共和国        | 男性 | 2020年 12月7日  | *旅行禁止/近親者も対象 *資産凍結 *取引禁止 | 国家安全維持法を整備、採択、実施し、香港の自治を損なった。                                                                                |
| 張春賢               | 全人代常務委員会副委員長                                                                   | 1953年 5月                 | 禹州市           | 中華人民共和国        | 男性 | 2020年 12月7日  | *旅行禁止/近親者も対象 *資産凍結 *取引禁止 | 国家安全維持法を整備、採択、実施し、香港の自治を損なった。                                                                                |
| 沈躍躍               | 全人代常務委員会副委員長                                                                   | 1957年 1月                 | 寧波市           | 中華人民共和国        | 女性 | 2020年 12月7日  | *旅行禁止/近親者も対象 *資産凍結 *取引禁止 | 国家安全維持法を整備、採択、実施し、香港の自治を損なった。                                                                                |
| 吉炳軒               | 全人代常務委員会副委員長                                                                   | 1951年 11月                | 孟津県           | 中華人民共和国        | 男性 | 2020年 12月7日  | *旅行禁止/近親者も対象 *資産凍結 *取引禁止 | 国家安全維持法を整備、採択、実施し、香港の自治を損なった。                                                                                |
| アルケン・イミルバキ | 全人代常務委員会副委員長                                                                   | 1953年 9月                 | イェンギサール県 | 中華人民共和国        | 男性 | 2020年 12月7日  | *旅行禁止/近親者も対象 *資産凍結 *取引禁止 | 国家安全維持法を整備、採択、実施し、香港の自治を損なった。                                                                                |
| 万鄂湘               | 全人代常務委員会副委員長                                                                   | 1956年 5月                 | 公安県           | 中華人民共和国        | 男性 | 2020年 12月7日  | *旅行禁止/近親者も対象 *資産凍結 *取引禁止 | 国家安全維持法を整備、採択、実施し、香港の自治を損なった。                                                                                |
| 陳竺                 | 全人代常務委員会副委員長                                                                   | 1953年 8月17日             | 鎮江市           | 中華人民共和国        | 男性 | 2020年 12月7日  | *旅行禁止/近親者も対象 *資産凍結 *取引禁止 | 国家安全維持法を整備、採択、実施し、香港の自治を損なった。                                                                                |
| 王東明               | 全人代常務委員会副委員長                                                                   | 1956年 7月                 | 本渓市           | 中華人民共和国        | 男性 | 2020年 12月7日  | *旅行禁止/近親者も対象 *資産凍結 *取引禁止 | 国家安全維持法を整備、採択、実施し、香港の自治を損なった。                                                                                |
| ペマ・ティンレー     | 全人代常務委員会副委員長                                                                   | 1951年 10月                | テンチェン県     | 中華人民共和国        | 男性 | 2020年 12月7日  | *旅行禁止/近親者も対象 *資産凍結 *取引禁止 | 国家安全維持法を整備、採択、実施し、香港の自治を損なった。                                                                                |
| 丁仲礼               | 全人代常務委員会副委員長                                                                   | 1957年 1月                 | 嵊州市           | 中華人民共和国        | 男性 | 2020年 12月7日  | *旅行禁止/近親者も対象 *資産凍結 *取引禁止 | 国家安全維持法を整備、採択、実施し、香港の自治を損なった。                                                                                |
| 郝明金               | 全人代常務委員会副委員長                                                                   | 1956年 12月                | 嘉祥県           | 中華人民共和国        | 男性 | 2020年 12月7日  | *旅行禁止/近親者も対象 *資産凍結 *取引禁止 | 国家安全維持法を整備、採択、実施し、香港の自治を損なった。                                                                                |
| 蔡達峰               | 全人代常務委員会副委員長                                                                   | 1960年 6月                 | 上海市           | 中華人民共和国        | 男性 | 2020年 12月7日  | *旅行禁止/近親者も対象 *資産凍結 *取引禁止 | 国家安全維持法を整備、採択、実施し、香港の自治を損なった。                                                                                |
| 武維華               | 全人代常務委員会副委員長                                                                   | 1956年 9月                 | 臨汾市           | 中華人民共和国        | 男性 | 2020年 12月7日  | *旅行禁止/近親者も対象 *資産凍結 *取引禁止 | 国家安全維持法を整備、採択、実施し、香港の自治を損なった。                                                                                |
| 尤権                 | 中央香港マカオ工作領導小組副組長 中国共産党中央書記処書記 中国共産党中央統一戦線工作部部長 | 1954年 1月                 | 盧竜県           | 中華人民共和国        | 男性 | 2021年 1月15日  | *旅行禁止 *資産凍結 *取引禁止              | 民主化推進派を逮捕し、香港の自由と民主的プロセスを根本的に損なう行動を採った。 《適用条文：大統領令13936号第4条(a)項(iii)号(A)》          |
| 孫文清               | 中央政府駐香港国家安全維持公署副署長                                                       | 1965年                     | 石家荘市         | 中華人民共和国        | 男性 | 2021年 1月15日  | *旅行禁止 *資産凍結 *取引禁止              | 民主化推進派を逮捕し、香港の自由と民主的プロセスを根本的に損なう行動を採った。 《適用条文：大統領令13936号第4条(a)項(iii)号(A)》          |
| 譚耀宗               | 全人代常務委員会委員（香港代表）                                                           | 1949年 12月15日            | 香港             | 中華人民共和国        | 男性 | 2021年 1月15日  | *旅行禁止 *資産凍結 *取引禁止              | 民主化推進派を逮捕し、香港の自由と民主的プロセスを根本的に損なう行動を採った。 《適用条文：大統領令13936号第4条(a)項(iii)号(A)》          |
| 蔡展鵬               | 香港警務処国家安全処処長                                                                   | 1970年 8月28日             | 香港             | 香港                  | 男性 | 2021年 1月15日  | *旅行禁止 *資産凍結 *取引禁止              | 民主化推進派を逮捕し、香港の自由と民主的プロセスを根本的に損なう行動を採った。 《適用条文：大統領令13936号第4条(a)項(iii)号(A)》          |
| 江学礼               | 香港警務処助理処長                                                                         | 1972年 5月22日             | 香港             | 香港                  | 男性 | 2021年 1月15日  | *旅行禁止 *資産凍結 *取引禁止              | 民主化推進派を逮捕し、香港の自由と民主的プロセスを根本的に損なう行動を採った。 《適用条文：大統領令13936号第4条(a)項(iii)号(A)》          |
| 簡啓恩               | 香港警務処助理処長                                                                         | 1969年 9月22日             | 香港             | 香港                  | 男性 | 2021年 1月15日  | *旅行禁止 *資産凍結 *取引禁止              | 民主化推進派を逮捕し、香港の自由と民主的プロセスを根本的に損なう行動を採った。 《適用条文：大統領令13936号第4条(a)項(iii)号(A)》          |
| 陳冬                 | 中央政府駐香港連絡弁公室副主任                                                             | 1963年11月 または1964年2月 | 羅源県           | 中華人民共和国        | 男性 | 2021年 7月16日  | *旅行禁止 *資産凍結 *取引禁止              | 英中共同声明で約束された香港の高度の自治を弱体化させてきた中央政府駐香港連絡弁公室の副主任らを大統領令13936号に基づき制裁対象に指定する。 |
| 何靖                 | 中央政府駐香港連絡弁公室副主任                                                             | 1964年6月                  | 湛江市           | 中華人民共和国        | 男性 | 2021年 7月16日  | *旅行禁止 *資産凍結 *取引禁止              | 英中共同声明で約束された香港の高度の自治を弱体化させてきた中央政府駐香港連絡弁公室の副主任らを大統領令13936号に基づき制裁対象に指定する。 |
| 盧新寧               | 中央政府駐香港連絡弁公室副主任                                                             | 1966年12月                 | 淮安市           | 中華人民共和国        | 女性 | 2021年 7月16日  | *旅行禁止 *資産凍結 *取引禁止              | 英中共同声明で約束された香港の高度の自治を弱体化させてきた中央政府駐香港連絡弁公室の副主任らを大統領令13936号に基づき制裁対象に指定する。 |
| 仇鴻                 | 中央政府駐香港連絡弁公室副主任                                                             | 1961年3月                  | 江蘇省           | 中華人民共和国        | 女性 | 2021年 7月16日  | *旅行禁止 *資産凍結 *取引禁止              | 英中共同声明で約束された香港の高度の自治を弱体化させてきた中央政府駐香港連絡弁公室の副主任らを大統領令13936号に基づき制裁対象に指定する。 |
| 譚鉄牛               | 中央政府駐香港連絡弁公室副主任                                                             | 1963年10月 または1964年1月 | 茶陵県           | 中華人民共和国        | 男性 | 2021年 7月16日  | *旅行禁止 *資産凍結 *取引禁止              | 英中共同声明で約束された香港の高度の自治を弱体化させてきた中央政府駐香港連絡弁公室の副主任らを大統領令13936号に基づき制裁対象に指定する。 |
| 楊建平               | 中央政府駐香港連絡弁公室副主任                                                             | 1959年12月                 | 井陘県           | 中華人民共和国        | 男性 | 2021年 7月16日  | *旅行禁止 *資産凍結 *取引禁止              | 英中共同声明で約束された香港の高度の自治を弱体化させてきた中央政府駐香港連絡弁公室の副主任らを大統領令13936号に基づき制裁対象に指定する。 |
| 尹宗華               | 中央政府駐香港連絡弁公室副主任                                                             | 1964年8月                  | 嵊州市           | 中華人民共和国        | 男性 | 2021年 7月16日  | *旅行禁止 *資産凍結 *取引禁止              | 英中共同声明で約束された香港の高度の自治を弱体化させてきた中央政府駐香港連絡弁公室の副主任らを大統領令13936号に基づき制裁対象に指定する。 |